# شعار روسيا البيضاء
شعار روسيا البيضاء (بالبيلاروسية:Дзяржаўны герб Рэспублікі Беларусь، بالروسية: Государственный герб Республики Беларусь) الجديد تم وسمه بدلاً من الشعار القديم للبلاد، وذلك بعد استفتاء تم في عام 1995.
في وسط الشعار رسمت حدود دولة روسيا البيضاء باللون الأخضر فوق أشعة شمس ذهبية، وقد حجب جزء من الشمس بواسطة كرة أرضية. وتحيط جانبي الشعار سيقان القمح موضوع عليها زهور ملفوفة بواسطة علم روسيا البيضاء. وفي الجزء العلوي من الشعار توجد نجمة حمراء.